# Susie Q
Cet article concerne la chanson de Dale Hawkins. Pour le pas de danse, voir Suzie Q.
Singles de Dale Hawkins
Baby Baby
Susie Q est une chanson rockabilly américaine, écrite et composée par Dale Hawkins, Stan Lewis et Eleanor Broadwater. Interprétée par Dale Hawkins, chanteur et guitariste, elle sort en 45 tours en mai 1957 et se classe 27e au Billboard Hot 100 et 7e dans le classement Rhythm & Blues Singles.
Le titre devient un classique du rock, il est repris par les Rolling Stones puis par le Creedence Clearwater Revival. Il figure dans le Rock and Roll Hall of Fame parmi les 500 chansons qui ont façonné le rock'n'roll.

## Reprises et adaptations

### Reprises
Susie Q a été reprise par de nombreux artistes, notamment :
- en 1964, Le groupe The Rolling Stones l'enregistre sur les albums 12 X 5 et The Rolling Stones No. 2[3] ;
- en 1968, le groupe américain Creedence Clearwater Revival reprend à son tour le morceau mais il change l'orthographe du titre : Susie Q (avec un s)[4] devient Suzie Q. (avec un z et un point après le Q)[5],[6]. En fait le groupe revient à l'orthographe « initiale », celle du pas de danse swing, le Suzie Q des années 1920-1930 et de la chanson de Lil Armstrong, Doin' the Suzie-Q[7].

Creedence propose, sur son premier album homonyme, une version longue de la chanson de Dale Hawkins, elle fait plus de 8 minutes. Pour sa sortie en 45 tours (le deuxième du groupe) elle est scindée en deux parties. Elle connaît un grand succès : 11e au Billboard Hot 100 et certifiée disque de platine aux États-Unis, elle lance la carrière du groupe,.
José Feliciano classe à son tour la chanson dans Billboard Hot 100, en 1970 à la 83e place.
Quelques autres artistes ayant repris le titre : Flash Cadillac and the Continental Kids dans le film Apocalypse Now, l'actrice Soo Ae dans le film coréen Sunny, Elvis Presley, Gene Vincent, Johnny Rivers, Tony Joe White, Suzi Quatro, Bobby McFerrin.

### Adaptations
En 1964, Johnny Hallyday enregistre une adaptation en français signée Manou Roblin sous le titre Susie Lou sur l'album Johnny, reviens ! Les Rocks les plus terribles.